# Едесія
Едесія (дав.-гр. Αἴδεσία; V століття) — античний філософ— неоплатонік, представниця Александрійської школи неоплатонізму, родичка Сіріана Олександрійського і дружина Гермія Олександрійського.
Едесію однаково шанували за красу, доброчесність і розум. Після смерті чоловіка присвятила себе дітям, Аммонію і Геліодору, яких, з метою філософських занять, супроводжувала в Афіни, де з великою повагою була прийнята філософами Академії, зокрема самим Проклом. Померла в похилому віці. На її честь написав гекзаметром промову і прочитав на похоронах тоді ще молодий Дамаскій.